# Xenofiction
Xenofiction è un neologismo talvolta utilizzato per indicare quelle opere di fantascienza o del fantastico interamente ambientate tra specie (reali o immaginarie) o culture considerevolmente diverse dall'umanità o dalla società umana, come ad esempio ipotetiche culture extraterrestri. Queste storie vengono generalmente narrate dal punto di vista dell'alieno.
Tra gli esempi di questo genere di opere vi sono La collina dei conigli di Richard Adams, ambientata appunto tra i conigli nella campagna inglese, e la seconda parte di Neanche gli dei di Isaac Asimov, che descrive una cultura aliena in cui vi sono tre sessi, il Razionale, l'Emozionale e il Paterno.
Un altro esempio è la trilogia del Sole morente di C. J. Cherryh. Questa vicenda è incentrata sui Mri (significa il popolo), legati dall'onore e dai rigidi dettami della loro società. Un umano aiuta gli ultimi due sopravvissuti a fuggire per ripercorrere il viaggio compiuto dai loro antenati. Ma egli è Tsi-mri (non del popolo), e nessun altro al di fuori del popolo può mettere piede su quel mondo. Deve dunque imparare a diventare uno di essi, o morire per mano di chi gli era divenuto amico.

## Esempi
- David Gerrold e Larry Niven, Pianeta stregato (The Flying Sorcerers, 1970 come The Misspelled Magishun su If; 1971). Traduzione di Maura Arduini, Urania n.1339, Mondadori, 1998.
- Richard Adams, La collina dei conigli (Watership Down), 1972
- Isaac Asimov, Neanche gli dei (The Gods Themselves), 1972
- C. J. Cherryh, la trilogia de I mondi del sole morente: Kesrith / Shon'jir / Kutath
- Greg Egan, Incandescence, 2008